# 項喬
項喬（1493年—1552年），字遷之，號甌東，浙江溫州府永嘉縣人，富户籍，明朝政治人物。

## 生平
正德十四年（1519年）己卯科浙江鄉試第十八名舉人。嘉靖八年（1529年）中式己丑科會試第一百十一名，登第二甲第十二名進士。授兵部武选司主事，升职方司员外郎，十四年升任江西撫州府，在任五月，十五年調南直隶庐州府知府，十七年夏，通判赵迎乘项乔回乡为母丁忧，刻书诽谤，将其抹黑。以至于当年考核中，巡按周金放弃了对项乔的荐举。三年丁忧期满，二十年十一月起复任北直隸河間府知府，二十二年陞湖廣按察司副使。嘉靖二十四年三月以前任兵部事降一级调外任，谪任福宁州同知，历升松江府通判、福建按察司佥事、广东布政司参议、補河南按察司副使。二十九年四月以河间人王联揭发巡抚胡缵宗迎驾诗事被逮問。出狱之后，力求休致，却升任廣東左参政，嘉靖三十一年（1552年）卒于广东韶关任所。著有《瓯东文录》、《甌東政録》。

## 家族
曾祖項昂；祖父項淵；父項式，封兵部职方司员外郎；母婁氏。具庆下。弟格、材、梓。